# Погане кварто

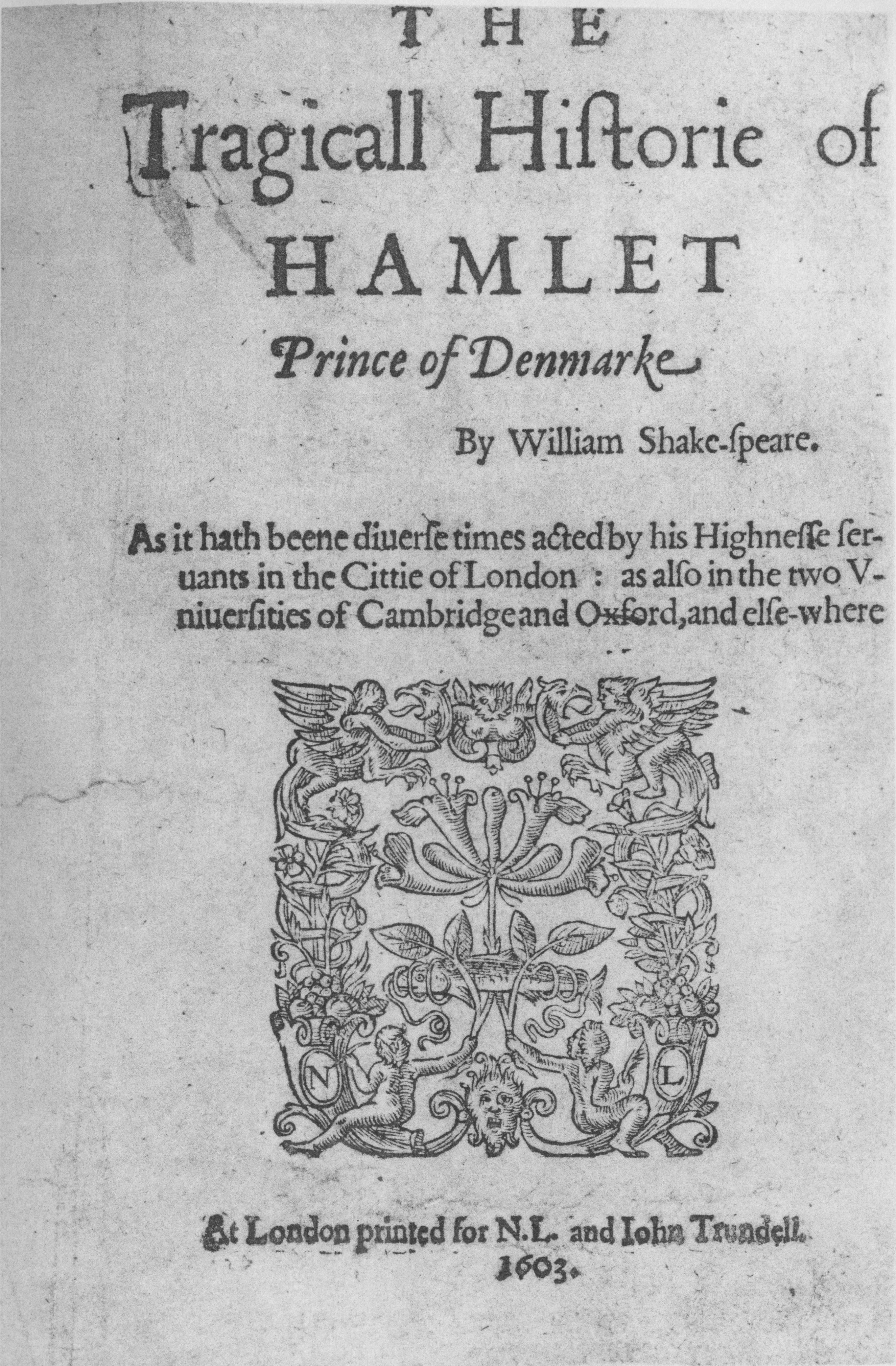
Титульна сторінка «Першого кварто» Гамлета, 1603

«Погане кварто» (англ. Bad quarto) — термін, який ввів англійський бібліограф А. У. Поллард для позначення декількох перших друкарських версій шекспірівських п'єс. На думку Полларда, ці друкарські версії друкувалися не за оригінальним текстом Шекспіра. До «хороших» кварто, за термінологією Полларда, належать ті, текст яких в цілому збігається з текстом, надрукованим у першому фоліо 1623 року.
Термін погане кварто використовується для перших кварто видань п'єс «Ромео і Джульєтта» (1597), «Генріх V» (1600), «Віндзорські насмішниці» (1602) і «Гамлет» (1603). На думку Полларда, всі ці тексти є переказами оригінального тексту Шекспіра, відновленими за пам'яттю кількох акторів. За іншими версіями, ці тексти є або ранніми редакціями п'єс Шекспіра, або скороченими варіантами, що були зроблені для шекспірівської або якої-небудь іншої трупи. Справа в тому, що у поганому кварто іноді міститься текст, якого немає в більш повних пізніших виданнях.

## Варіанти походження

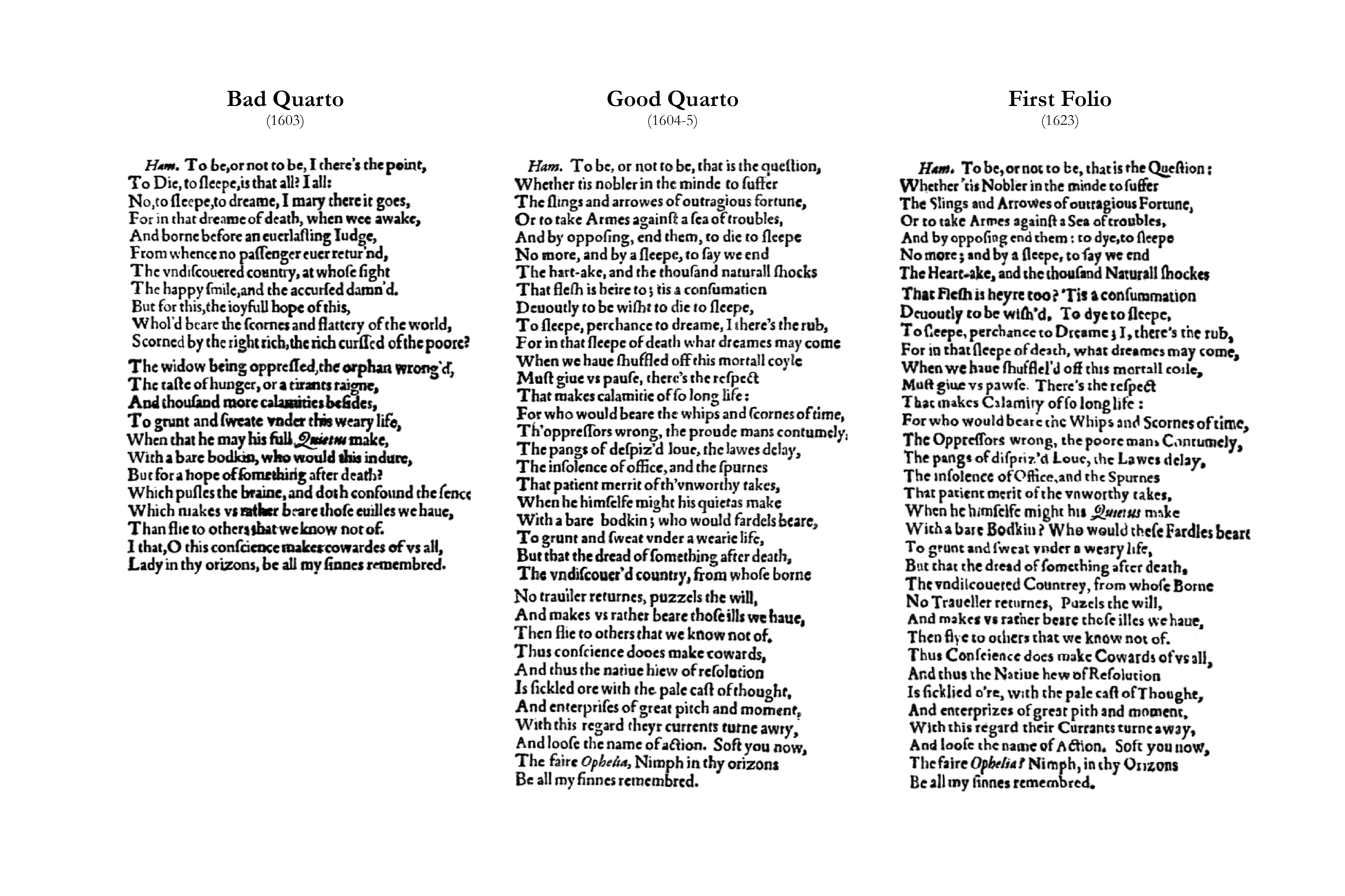
Монолог Гамлета. «Погане кварто», «Хороше кварто» і «Перше фоліо»

Дослідники текстів звернули увагу на таку особливість: незважаючи на те, що в цілому тексти «поганих» перших кварто значно відрізняються від більш повних пізніших текстів, мова деяких персонажів збігається майже дослівно, а інших значно розходиться. Наприклад, у «Гамлеті» в обох виданнях повністю збігаються мови третьоступеневого персонажа Марцелла, в «Віндзорських насмішницях» збігаються мови трактирщика, e «Вбивстві Гонзаго» текст Люціана, а також придворного Вольтіманда. Такі збіги дозволили припустити, що один з акторів відновив за пам'яттю шекспірівську комедію, щоб продати її рукопис видавцю.
Ймовірно «Погані» кварто друкувалися без згоди трупи або автора. Щоб протистояти появі викривлених текстів, трупа або автор ймовірно вирішили надрукувати справжній текст — після появи «поганого» кварто «Ромео і Джульєтти» в 1597 ріку було надруковано повне видання п'єси в 1599 році, з вказівкою на титульному аркуші, що це кварто містить текст «знову виправлений, збільшений і поліпшений». Через рік після появи «поганого» кварто «Гамлета» був надрукований повний текст, і знову на титульному аркуші сказано: «Знову надруковано і збільшено майже вдвічі проти минулого відповідно до повного і точного рукопису».

## Сучасні видання
Існують два сучасних видання, куди увійшли передруківки ранніх кварто:
- «Нове Кембриджське видання Шекспіра: Ранні кварто», Кембридж Університі прес, 1-й том — 1994.
- «Шекспіровські оригінали: Перші видання», Харвесгер Уітшіф, 1-й том — 1992.

У виданнях є примітки, що дають уявлення про особливості сценічних постановок п'єс у шекспірівські часи.